# Obiectivul de Dezvoltare Durabilă 6 al Uniunii Europene
ODD 6 - Apă curată și canalizare urmărește asigurarea accesului universal la apă potabilă sigură și la prețuri accesibile, salubritate și igienă și încetarea deversării apelor uzate netratate. De asemenea, își propune să îmbunătățească calitatea apei, a eficienței utilizării apei, să încurajeze utilizarea captărilor durabile și furnizarea de apă potabilă.
Accesul la apă este o necesitate umană de bază. Furnizarea de apă potabilă și asigurarea serviciilor de canalizare este o problemă de sănătate publică și de mediu în UE. Apa curată în cantitate suficientă are, de asemenea, o importanță capitală pentru agricultură, industrie și mediu și joacă un rol crucial în furnizarea de servicii ecosistemice legate de climă. Monitorizarea ODD 6 în contextul UE se concentrează pe colectarea și epurarea apelor uzate, calitatea apei și deficitul de apă. În timp ce UE a făcut progrese suplimentare în ceea ce privește accesul la rețele de canalizare, tendințele privind calitatea apei au fost mixte pe parcursul perioadei de cinci ani evaluate, observându-se creșteri ale concentrațiilor unor poluanți din apele de suprafață și subterane. În mod similar, în ciuda unei tendințe generale pozitive pe termen lung, evoluțiile privind deficitul de apă au fost mixte, cu variații sezoniere și o scădere ușoară în ultimii ani, care poate fi atribuită unor evenimente de secetă mai frecvente și mai severe.

## Indicatori care măsoară progresul către ODD6, UE
| Indicator                                                                                             | Perioadă                            | Rata anuală de creștere             | Tendință                            | Observații                          |
| Colectarea și tratarea apelor uzate                                                                   | Colectarea și tratarea apelor uzate | Colectarea și tratarea apelor uzate | Colectarea și tratarea apelor uzate | Colectarea și tratarea apelor uzate |
| --- | ----------------------------------- | ----------------------------------- | ----------------------------------- | ----------------------------------- |
| Persoane care locuiesc în gospodării fără facilități sanitare de bază (cadă, duș, toaletă interioară) | 2010–2020                           | -6,4%                               | ▲                                   | ODD 6                               |
| Persoane care locuiesc în gospodării fără facilități sanitare de bază (cadă, duș, toaletă interioară) | 2015–2020                           | -7,4%                               | ▲                                   | ODD 6                               |
| Populație racordată cel puțin la tratarea secundară a apelor uzate                                    | 2005–2020                           | 0,8%                                | ▲                                   | ODD 6                               |
| Populație racordată cel puțin la tratarea secundară a apelor uzate                                    | 2015–2020                           | 0,6%                                | ▲                                   | ODD 6                               |
| Calitatea apei                                                                                        |                                     |                                     |                                     |                                     |
| Cererea biochimică de oxigen în râuri                                                                 | 2005–2020                           | –0,8%[1]                            | ▲                                   | ODD 6                               |
| Cererea biochimică de oxigen în râuri                                                                 | 2015–2020                           | –2,7%[1]                            | ▲                                   | ODD 6                               |
| Concentrația de nitrați în apele subterane                                                            | 2005–2020                           | 0,003%[1][2]                        | ▼                                   | ODD 6                               |
| Concentrația de nitrați în apele subterane                                                            | 2015–2020                           | –0,7%[1][2]                         | ▲                                   | ODD 6                               |
| Concentrația de fosfați în apele curgătoare                                                           | 2005–2020                           | –0,5%[1]                            | ▲                                   | ODD 6                               |
| Concentrația de fosfați în apele curgătoare                                                           | 2015–2020                           | 4,4%[1]                             | ▼                                   | ODD 6                               |
| Locuri de scăldat în ape interioare cu o calitate excelentă a apei[*]                                 | 2011–2021                           | 1,0%                                | ▲                                   | ODD 6                               |
| Locuri de scăldat în ape interioare cu o calitate excelentă a apei[*]                                 | 2016–2021                           | –1,0%                               | ▼                                   | ODD 6                               |
| Deficitul de apă                                                                                      |                                     |                                     |                                     |                                     |
| Indicele de exploatare a apei (WEI+)                                                                  | 2004–2019                           | –1,3%[2]                            | ▲                                   | ODD 6                               |
| Indicele de exploatare a apei (WEI+)                                                                  | 2014–2019                           | 0,1%[2]                             | ▼                                   | ODD 6                               |

Note:

Pentru indicatorii fără țintă sunt prezentate ratele de creștere constatate pe perioadele specificate. Pentru indicatorii cu o țintă UE cuantificată (), sunt prezentate atât ratele de creștere constatate, cât și ratele de creștere care ar fi fost necesare în perioadele specificate pentru îndeplinirea obiectivului

[*] indicator multifuncțional

[1] datele se referă la un agregat UE bazat pe 18 state membre

[2] evaluarea tendințelor se bazează pe o medie mobilă pe patru ani

## Prezentare generală

### Colectarea și tratarea apelor uzate
Furnizarea apei potabile și tratarea adecvată a apelor uzate sunt chestiuni de sănătate publică și de mediu. Ca resursă vitală, apa este considerată un bun public în UE. Utilitățile de apă și apă uzată sunt supuse unei reglementări stricte privind calitatea și eficiența serviciilor. Indicatorii aleși pentru monitorizarea colectării și tratării apelor uzate sunt ponderea populației care nu are în gospodărie cadă, duș sau toaletă interioară și ponderea populației conectată cel puțin la un sistem de epurare secundară a apelor uzate.
Majoritatea cetățenilor UE au acces la o rețea de canalizare și sunt conectați la un sistem de tratare secundară a apelor uzate
În general, ratele de conectare și calitatea serviciilor de apă și apă uzată în UE erau deja ridicate cu mai bine de 10 ani în urmă și au continuat să se îmbunătățească. Ponderea populației fără facilități sanitare (cadă, duș sau toaletă interioară) în gospodăria proprie a scăzut de la 2,2% în 2015 la 1,5% în 2020. Datele arată, de asemenea, că ponderea populației UE conectată la un sistem de tratare secundară a apelor uzate a crescut continuu după anul 2000, ajungând la 81,1% în 2020.
Tratarea primară convențională a apei uzate elimină în principal solidele în suspensie și reduce poluarea organică a apei doar cu 20–30%. Procesele de tratare secundară, care sunt de obicei aplicate după tratarea primară, îndepărtează aproximativ 70% din poluarea organică. Creșterea ponderii persoanelor conectate la tratarea secundară indică faptul că Directiva privind tratarea apelor uzate urbane, care a fost implementată pentru prima dată în anii '90, a contribuit la reducerea poluării și la îmbunătățirea calității apei în râurile, lacurile și apele de coastă ale Europei. Revizuirea în curs a directivei va aduce îmbunătățiri suplimentare nu numai pentru calitatea apei, ci și pentru accesul la o rețea de canalizare.
Există niveluri diferite de acces la serviciile de apă și canalizare între statele membre
Aproape fiecare gospodărie din UE avea facilități sanitare de bază în 2020, iar majoritatea țărilor au raportat că mai puțin de 1% din populația lor locuia în continuare în gospodării fără cadă, duș sau toaletă cu apă. Cu toate acestea, în unele țări, această pondere rămâne relativ ridicată. În special, România a raportat cifre mult peste toate celelalte state membre, 21,2% din populație neavând acces la instalațiile sanitare de bază în 2020. Cote relativ mari au fost raportate și de Lituania, Bulgaria și Letonia, cu valori între 6,4% și 7,0% în același an. Aceste valori evidențiază legătura puternică dintre accesul la instalațiile sanitare de bază și sărăcie, care poate fi observată în întreaga UE. În 2020, 5,1% dintre oamenii săraci din UE nu aveau acces la o baie, duș sau toaletă în gospodăriile lor, în comparație cu doar 0,8% dintre cei care trăiau peste pragul sărăciei.
Conectarea la un sistem de tratare secundară a apelor uzate este o altă facilitate importantă pentru îmbunătățirea accesului la canalizare. Ratele de conectare au crescut lent, dar continuu în întreaga UE, 81,1% din populația UE fiind conectată în 2020, cu aproape 10   puncte procentuale mai mult decât în 2005, când rata de conectare era de 71,8%. Între 2015 și 2020, ratele de conectare au crescut în aproape toate statele membre raportoare. Țările cu cele mai mici scoruri sunt cele situate în sud-estul Europei. Este important de reținut că ratele de conectare nu sunt de așteptat să atingă 100% în majoritatea cazurilor, deoarece costurile de conectare pot fi disproporționat de mari în unele zone, în special pentru zonele rurale cu o densitate scăzută a populației. Directiva privind tratarea apelor uzate urbane obligă doar aglomerările mai mari să introducă o epurare secundară, solicitând în același timp aglomerărilor mai mici să aplice o epurare adecvată (când se colectează apele uzate) sau alte soluții alternative pentru a atinge același nivel de protecție a corpurilor de apă. Cu toate acestea, propunerea Comisiei de revizuire a Directivei privind tratarea apelor urbane uzate sugerează aplicarea acestei obligații și pentru aglomerările mai mici.

### Calitatea apei
Poluarea difuză din agricultură, deversarea accidentală de substanțe nocive și deversarea de ape uzate menajere și industriale netratate sau insuficient tratate, precum și eliberarea în atmosferă a poluanților precum mercurul, pot reprezenta o amenințare pentru sănătatea umană și a mediului. Aceste riscuri, împreună cu modificările aduse structurii și fluxului corpurilor de apă, reprezintă o barieră în calea dezvoltării durabile. Monitorizarea calității apei face distincție între diferitele tipuri de poluare chimică, cum ar fi poluarea organică cu nutrienți, pesticide și agenți patogeni. Calitatea apei este monitorizată prin intermediul a patru indicatori care analizează nutrienții din apa dulce și calitatea apei de scăldat.
Îmbunătățrea tratării apelor uzate a redus poluarea organică în râurile europene
Poluarea organică majoră, cauzată de apele reziduale municipale și efluenții din industrie sau zootehnie, poate duce la dezoxigenarea apei, uciderea peștilor și a nevertebratelor. Datorită îmbunătățirii colectării și epurării apelor uzate, precum și epurării corespunzătoare, poluarea organică a râurilor europene a scăzut, deși tendința a încetinit în ultimii ani. Un indicator alternativ pentru poluarea organică a apei este cantitatea de oxigen necesară microbilor pentru a digera poluarea organică în condiții standard, exprimată ca cerere biochimică de oxigen (CBO). Valorile CBO ale râurilor din Europa variază de la mai puțin de 1 mg/l (poluare foarte redusă) la mai mult de 15 mg/l (foarte poluat).
Datele disponibile pentru 18 state membre arată o scădere generală a CBO în râurile UE, de la 3,0 mg/l în 2005 la 2,7 mg/l în 2020. Tendința, totuși, nu a fost continuă. În timp ce nivelurile CBO au arătat o tendință de scădere până în 2010, acestea au urcat înapoi la 3,0 mg/l până în 2015 înainte de a scădea din nou. Recent, a existat o creștere mică de la 2,6 mg/l în 2019 la 2,7 mg/l în 2020. În general, nivelurile de BOD în râurile UE au scăzut cu 10,8% din 2005 și cu 12,8% din 2015. Scăderea generală a valorilor CBO este legată în principal de o îmbunătățire generală a colectării și epurării apelor uzate în întreaga Europă.
Eutrofizarea încă este o problemă majoră pentru mediul acvatic al Europei
O evaluare a apelor europene publicată de Agenția Europeană de Mediu în 2018 concluzionează că, deși poluarea cu nutrienți a scăzut din anii '90, aceasta este încă principalul motiv pentru care 28% din corpurile de apă de suprafață ale UE nu au atins o calitate bună a apei. În unele regiuni, poluarea râurilor cu compuși ai azotului (N) - nitrați/amoniac și fosforului (P) încă provoacă eutrofizare severă în apele de coastă. Eutrofizarea poate duce la înmulțirea algelor și la epuizarea oxigenului din apele de suprafață, ceea ce poate dăuna peștilor, nevertebratelor și ecosistemelor întregi.
Principalele surse de aport de nutrienți sunt utilizarea îngrășămintelor și a dejecțiilor animale în agricultură, precum și a apelor uzate prost epurate din industrie. Nitrații (NO3), printre alte substanțe chimice, se pot infiltra și contamina corpurile de apă subterană. Acestea reprezintă cea mai frecventă cauză a stării chimice proaste a apelor subterane în UE – 18% din corpurile de apă subterană, în funcție de suprafață, în 24 de state membre sunt într-o stare proastă din cauza nitraților. Acest lucru este deosebit de problematic deoarece apele subterane sunt o sursă importantă de apă potabilă în Europa.
Datele privind concentrațiile de nitrați din apele subterane ale UE sunt disponibile pentru 18 state membre. Acestea arată o stagnare pe termen lung a concentrațiilor de NO3 la aproximativ 23 mg/l, cu o ușoară tendință de scădere în 2019 și 2020. Datorită fluctuațiilor anuale ale datelor, este utilizată o medie pe patru ani pentru a descrie mai bine tendința în timp. Aceasta arată o scădere cu 3,2% a concentrațiilor medii de nitrați din UE între 2015 și 2020. În plus, între 2016 și 2019, 14,1% din stațiile de captare a apei subterane au prezentat concentrații de NO3 peste pragul considerat impropriu pentru băut, care este stabilit la 50 mg/l prin Directiva privind nitrații. Schimbările relativ mici la nivel european nu înseamnă că aceste concentrații generale de nitrați în apele subterane rămân stabile, ci mai degrabă că valorile din unele corpuri de apă subterană din Europa prezintă o tendință ascendentă, în timp ce din altele prezintă o tendință descendentă.
Datele privind concentrațiile de fosfat (PO4) din râurile UE sunt disponibile pentru 18 state membre. Acestea prezintă o îmbunătățire între 2007 și 2013, după care, însă, tendința s-a stabilizat și chiar a început să crească din nou. Astfel, în timp ce concentrația de fosfat de 0,072 mg/l înregistrată în 2020 este considerabil sub valorile raportate la începutul anilor 2000 de aproximativ 0,087 mg/l, aceasta este cu 24,1% mai mare decât în 2015. Tendința generală pozitivă pe termen lung este în parte rezultatul măsurilor puse în aplicare în ultimii 30 de ani, în temeiul Directivei privind tratarea apelor urbane uzate, în special introducerea detergenților fără fosfați. Revenirea recentă poate fi legată de scăderea mai lentă a emisiilor de fosfor din sectorul agricol și de creșterea consumului de îngrășăminte cu fosfor la nivelul UE.
Ponderea apelor de scăldat interioare cu o calitate excelentă a apei a scăzut în ultimii ani
Contaminarea apei cu bacterii fecale continuă să prezinte un risc pentru sănătatea umană. Este mai ales cazul când acestea se găsesc în zonele de scăldat, unde pot provoca îmbolnăviri în rândul înotătorilor. În ansamblu, ponderea zonelor de scăldat în ape interioare cu o calitate excelentă a apei din UE a crescut între 2011 și 2017, urmată de o scădere până în 2020 și de o ușoară îmbunătățire în 2021. Tendința descendentă a fost cauzată de o stagnare a numărului locurilor de scăldat care înregistrează o calitate excelentă a apei, în timp ce numărul locurilor de scăldat incluse în evaluare a crescut. Conform celor mai recente date Agenției Europene de Mediu, 78,2% din zonele de scăldat în apele interioare au prezentat o calitate excelentă a apei de scăldat în 2021, comparativ cu 82,1% în 2016 și 77,7% în 2020. Sursele majore de poluare a apei pentru scăldat sunt apa uzată și apa infiltrată de pe terenurile agricole. O astfel de poluare crește în timpul ploilor abundente și al inundațiilor care produc revărsarea apelor din rețeaua de canalizare și apele poluate din agricultură în râuri și mări.

### Deficitul de apă
ODD 6 se concentrează, de asemenea, pe utilizarea durabilă a resurselor de apă dulce și pe reducerea stresului hidric. Indicele regionalizat de exploatare a apei (WEI+) își propune să ilustreze presiunea asupra resurselor regenerabile de apă dulce din cauza cererii de apă, care este în mare măsură afectată de tendințele populației și de evoluțiile socio-economice, precum și de condițiile climatice, care controlează disponibilitatea resurselor regenerabile de apă dulce. Din cauza unei modificări în baza de date de referință pentru WEI+, datele prezentate nu sunt comparabile cu cele calculate în anii anteriori.
Deficitul de apă este scăzut în majoritatea țărilor UE, dar prezintă o puternică variabilitate sezonieră și locală
Deficitul de apă apare atunci când cererea de apă depășește resursele de apă disponibile la un anumit loc și moment. Se consideră, în general, că deficitul de apă apare atunci când raportul dintre captarea apei și resursele de apă disponibile pe termen lung depășește 20%, în timp ce ratele de peste 40% indică o penurie severă de apă, ceea ce înseamnă că utilizarea resurselor de apă dulce este nesustenabilă. Folosind o medie uniformizată pe patru ani, WEI+ a UE a scăzut cu 0,9 puncte în ultimii 15 ani, de la 5,0% în 2004 la 4,1% în 2019. Totuși, între 2014 și 2019, WEI+ a stagnat la acest nivel. O privire asupra valorilor anuale arată că modificarea WEI+ la nivelul UE nu a fost constantă, ci a variat atât anual, cât și între statele membre. Pe lângă evoluțiile socio-economice, recenta stagnare poate fi atribuită unor secete mai frecvente și mai severe, care au afectat disponibilitatea apei într-o zonă din ce în ce mai mare din UE.
În 2019, Cipru a prezentat un deficit de apă sever, cu un WEI+ anual mediu de 113%, în timp ce Malta a prezentat stres hidric cu un WEI+ anual mediu de aproximativ 30%. Cu toate acestea, valorile naționale anuale pot masca stresul hidric regional și sezonier, care este de fapt comun în multe regiuni europene. În 2019, aproape o treime (29%) din teritoriul UE, cu excepția Italiei, a fost afectată de condițiile de deficit de apă în cel puțin un trimestru al anului, cu valori WEI+ de peste 20%.
Penuria de apă este mai frecventă în sudul Europei, unde aproximativ 30% din populație trăiește în zone cu stres permanent de apă și până la 70% trăiește în zone cu deficit sezonier de apă în timpul verii cauzat în principal de captările pentru agricultură, alimentarea publică cu apă și turism. Cu toate acestea, deficitul de apă afectează și bazinele hidrografice din alte părți ale UE, în special în Europa de Vest, unde este cauzată în principal de densitățile mari de populație din zonele urbane, combinate cu niveluri ridicate de captare pentru alimentarea publică cu apă, energie și industrie.

## Prezentarea principalilor indicatori

### Persoane care locuiesc în gospodării fără facilități sanitare de bază (cadă, duș, toaletă interioară)

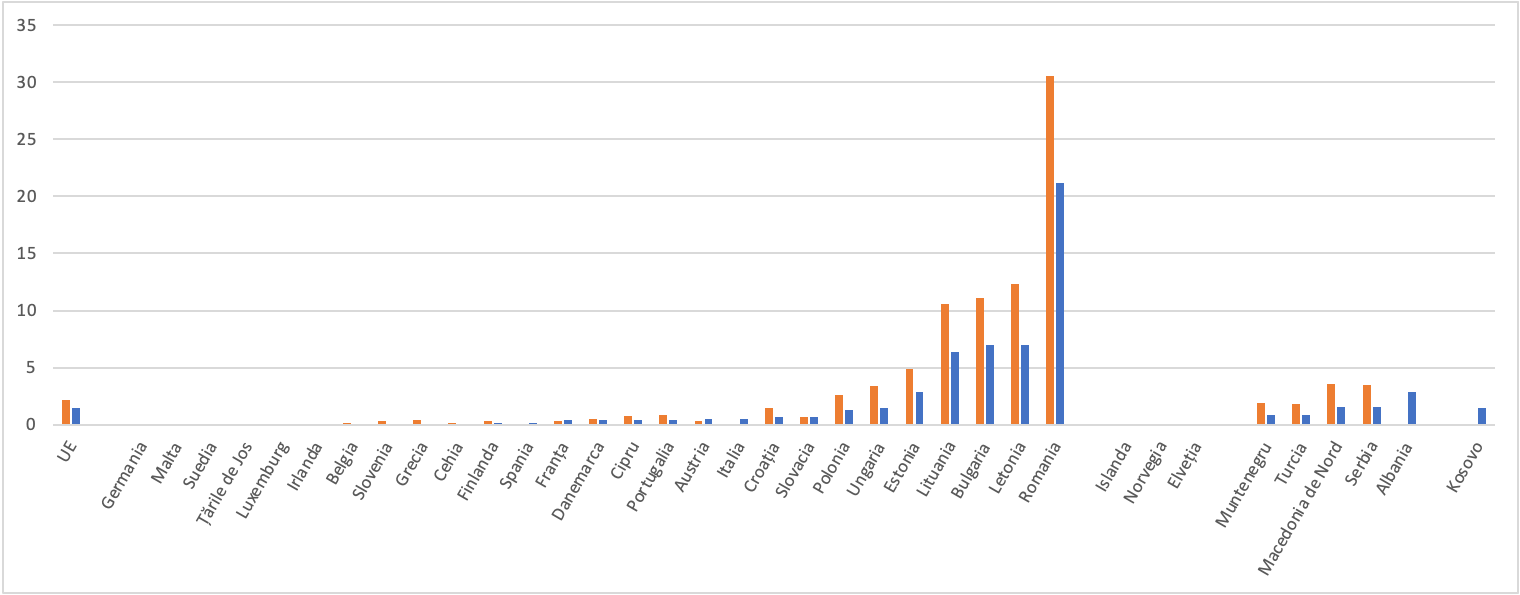
2015
2020
Sursa: Eurostat (online data code: sdg_06_10)

Acest indicator reflectă ponderea populației totale care nu are în gospodărie cadă, duș sau toaletă interioară. Datele prezentate în această secțiune provin din Statisticile UE privind veniturile și condițiile de viață (EU-SILC).
| Loc | Țară              | 2014  | 2015  | 2016   | 2017  | 2018   | 2019  | 2020  | 2021  | 2022   |
|     |                   |       |       |        |       |        |       |       |       |        |
| --- | ----------------- | ----- | ----- | ------ | ----- | ------ | ----- | ----- | ----- | ------ |
| -   | Uniunea Europeană | 2,6 e | 2,4 e | 2,3 e  | 2,2 e | 2,1 e  | 2,0 e | 1,8 e | 1,6 e | 1,5    |
| 1   | Germania          | 0,0   | 0,0   | 0,0    | 0,0   | 0,0    | 0,0   | 0,0   | 0,0   | 0,0    |
| 2   | Malta             | 0,1   | 0,1   | 0,1    | 0,0   | 0,0    | 0,0   | 0,0   | 0,0   | 0,0    |
| 3   | Suedia            | 0,0   | 0,0   | 0,0    | 0,0   | 0,0    | 0,0   | 0,0   | 0,0   | 0,0    |
| 4   | Țările de Jos     | 0,0   | 0,0   | 0,0    | 0,0   | 0,1 b  | 0,1   | 0,0   | 0,0   | 0,0    |
| 5   | Luxemburg         | 0,0   | 0,0   | 0,0    | 0,0   | 0,5 b  | 0,1   | 0,0   | 0,1   | 0,0 b  |
| 6   | Irlanda           | 0,3   | 0,3   | 0,0    | 0,0   | 0,2    | 0,1   | 0,0   | 0,1   | 0,1 bu |
| 7   | Belgia            | 0,3   | 0,3   | 0,3    | 0,2   | 0,1    | 0,1   | 0,1   | 0,1 b | 0,1    |
| 8   | Slovenia          | 0,3   | 0,4   | 0,5    | 0,3   | 0,2    | 0,2   | 0,1   | 0,1   | 0,1    |
| 9   | Grecia            | 0,3   | 0,7   | 0,5    | 0,4   | 0,2    | 0,2   | 0,2   | 0,2   | 0,1    |
| 10  | Cehia             | 0,4   | 0,4   | 0,2    | 0,2   | 0,2    | 0,2   | 0,3   | 0,2   | 0,1    |
| 11  | Finlanda          | 0,5   | 0,4   | 0,3    | 0,3   | 0,3    | 0,2   | 0,2   | 0,2   | 0,2    |
| 12  | Spania            | 0,0   | 0,1   | 0,1    | 0,1   | 0,3    | 0,1   | 0,2   | 0,3   | 0,2    |
| 13  | Franța            | 0,3   | 0,3   | 0,3    | 0,3   | 0,3    | 0,4   | 0,3   | 0,2   | 0,4 b  |
| 14  | Danemarca         | 0,3   | 0,6   | 0,5    | 0,5   | 0,5    | 0,5   | 0,4   | 0,3   | 0,4    |
| 15  | Cipru             | 0,9   | 1,0   | 1,0    | 0,8   | 0,7    | 0,5   | 0,5   | 0,5   | 0,4    |
| 16  | Portugalia        | 0,9   | 0,9   | 0,9    | 0,9   | 0,9    | 0,8   | 0,6   | 0,5   | 0,4    |
| 17  | Austria           | 0,4   | 0,2   | 0,2    | 0,3   | 0,2    | 0,2   | 0,3   | 0,1   | 0,5    |
| 18  | Italia            | 0,1   | 0,1   | 0,1    | 0,0   | 0,1    | 0,3   | 0,3   | 0,5   | 0,5    |
| 19  | Croația           | 1,9 b | 1,5   | 1,6    | 1,5   | 1,4    | 1,2   | 1,1   | 0,8   | 0,7    |
| 20  | Slovacia          | 0,3   | 0,2   | 0,6    | 0,7   | 0,8    | 0,9   | 1,0   | 1,3   | 0,7    |
| 21  | Polonia           | 3,3   | 3,0   | 2,9    | 2,6   | 2,3    | 2,4   | 2,0   | 1,6   | 1,3    |
| 22  | Ungaria           | 4,2   | 4,0   | 4,0    | 3,4   | 3,8    | 3,3   | 3,4   | 2,7   | 1,5    |
| 23  | Estonia           | 6,8   | 6,4   | 5,5 b  | 4,9   | 5,1    | 4,5   | 4,0   | 3,5   | 2,9    |
| 24  | Lituania          | 13,9  | 12,0  | 10,9   | 10,6  | 12,0   | 10,8  | 9,1   | 8,7   | 6,4    |
| 25  | Bulgaria          | 13,2  | 13,0  | 12,0 b | 11,1  | 10,7 b | 9,8   | 8,9   | 7,5   | 7,0    |
| 26  | Letonia           | 14,4  | 13,5  | 13,3   | 12,3  | 11,7   | 9,8   | 9,0   | 7,7   | 7,0    |
| 27  | România           | 35,0  | 33,7  | 32,0   | 30,5  | 30,0   | 27,2  | 25,6  | 22,4  | 21,2   |

| Loc | Țară              | 2014 | 2015 | 2016  | 2017 | 2018 | 2019 | 2020 | 2021 | 2022 |
| --- | ----------------- | ---- | ---- | ----- | ---- | ---- | ---- | ---- | ---- | ---- |
|     | Islanda           | 0,0  | 0,0  | 0,0   | 0,0  | 0,0  | 0,0  | 0,0  | N/A  | N/A  |
|     | Norvegia          | 0,0  | 0,0  | 0,0   | 0,0  | 0,0  | 0,0  | 0,0  | 0,0  | 0,0  |
|     | Elveția           | 0,0  | 0,0  | 0,1 b | 0,0  | 0,0  | 0,0  | 0,0  | 0,0  | 0,0  |
|     |                   |      |      |       |      |      |      |      |      |      |
|     | Muntenegru        | N/A  | 2,3  | 2,2   | 1,9  | 2,1  | 2,0  | 0,8  | 0,8  | 0,9  |
|     | Turcia            | 2,5  | 2,2  | 1,9   | 1,8  | 1,4  | 1,2  | 1,0  | 0,9  | 0,9  |
|     | Macedonia de Nord | 6,8  | 5,8  | 6,6   | 3,6  | 3,4  | 2,0  | 1,4  | 2,0  | 1,6  |
|     | Serbia            | N/A  | 4,0  | 3,4   | 3,5  | 3,4  | 3,2  | 2,3  | 2,1  | 1,6  |
|     | Albania           | N/A  | N/A  | N/A   | N/A  | N/A  | 3,7  | 5,0  | 3,1  | 2,9  |
|     |                   |      |      |       |      |      |      |      |      |      |
|     | Kosovo            | N/A  | N/A  | N/A   | N/A  | N/A  | N/A  | 1,5  | N/A  | N/A  |

b - întrerupere în seriile temporale

e - date estimate

u - date cu acuratețe redusă

bu - întrerupere în seriile temporale, date cu acuratețe redusă

Sursa: Eurostat (online data code: sdg_06_10)

### Populație racordată la un sistem de tratare cel puțin secundară a apelor uzate

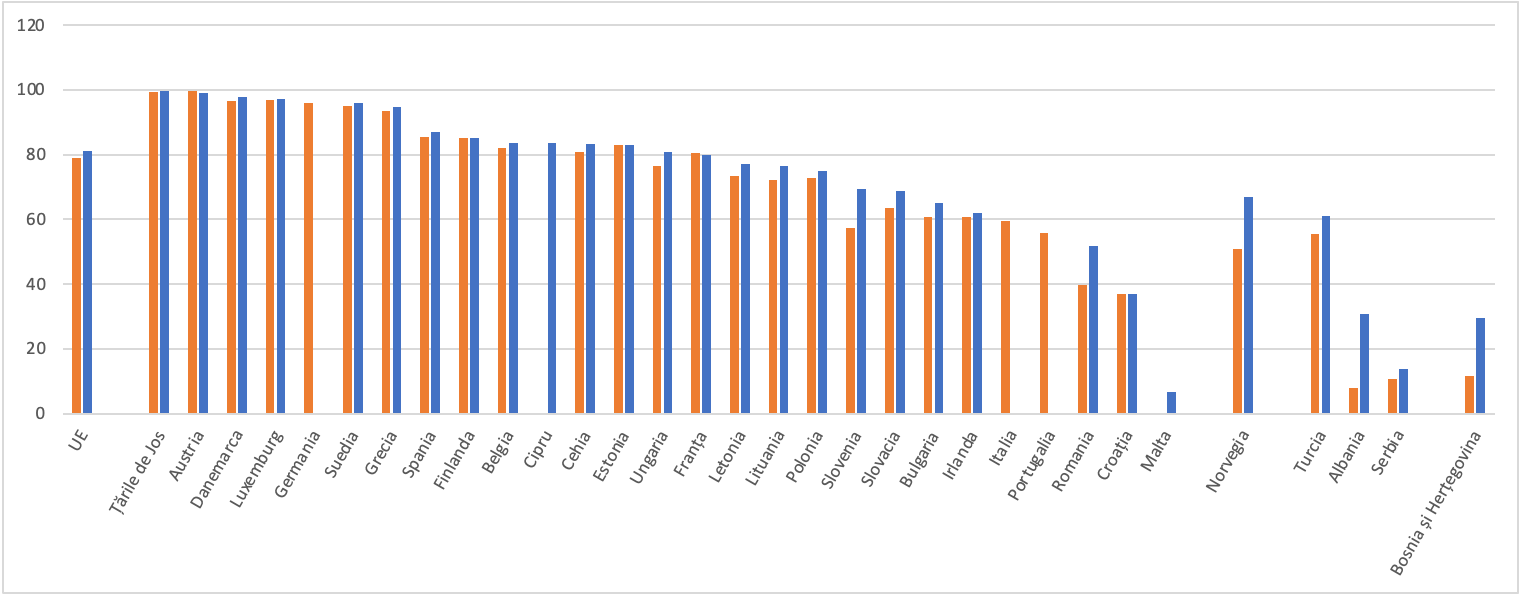
2015
2020
Sursa: Eurostat (online data code: sdg_06_20)

Acest indicator măsoară procentul populației conectate la sisteme de tratare a apelor uzate cu cel puțin epurare secundară. Prin urmare, apele reziduale din surse urbane sau din alte surse sunt tratate printr-un proces care implică, în general, o tratare biologică cu o treaptă secundară sau alt proces care elimină materialul organic și reduce cererea biochimică de oxigen (CBO) cu cel puțin 70% și cererea chimică de oxigen (CCO) cu cel puțin 75%. Datele prezentate provin din Statisticile Apelor ale Sistemului Statistic European (ESS).
| Loc | Țară              | 2012   | 2013   | 2014   | 2015   | 2016   | 2017   | 2018   | 2019   | 2020   |
|     |                   |        |        |        |        |        |        |        |        |        |
| --- | ----------------- | ------ | ------ | ------ | ------ | ------ | ------ | ------ | ------ | ------ |
| -   | Uniunea Europeană | 77,2 s | 77,6 s | 78,0 s | 78,9 s | 79,7 s | 80,3 s | N/A    | 80,9 s | 81,1 s |
| 1   | Țările de Jos     | 99,5   | 99,4   | 99,4   | 99,4   | 99,5   | 99,5   | 99,5   | 99,5   | 99,5   |
| 2   | Austria           | 94,5   | N/A    | 95,0   | N/A    | 99,8 e | N/A    | 99,8 e | 99,8 e | 99,1 e |
| 3   | Danemarca         | 94,2   | 95,7   | 96,3   | 96,5   | 96,8   | 97,3   | 97,1   | 97,5   | 97,7   |
| 4   | Luxemburg         | N/A    | N/A    | N/A    | N/A    | 96,9   | 97,0   | N/A    | N/A    | N/A    |
| 5   | Germania          | 95,4   | 95,4   | 95,6   | 95,8   | 96,0   | 96,1   | 96,2   | 96,3   | N/A    |
| 6   | Suedia            | 95,0 e | 95,0 e | 95,0   | 95,0   | 95,0   | 95,0   | 96,0   | 96,0   | 96,0   |
| 7   | Grecia            | 92,0   | 92,8   | 92,8   | 93,4   | 93,4   | 94,8   | 94,8   | 94,2   | 94,7   |
| 8   | Spania            | 88,7   | 86,5   | 84,7   | 85,5   | 86,6   | 87,2   | 88,2   | 87,2   | 86,9   |
| 9   | Finlanda          | 83,0   | 83,0   | 85,0   | 85,0   | 85,0   | 85,0   | 85,0   | 85,0   | 85,0   |
| 10  | Belgia            | 76,8   | 79,1   | 80,5   | 81,9   | 82,8   | 83,3   | 84,3   | 84,3   | 83,6   |
| 11  | Cipru             | N/A    | N/A    | N/A    | N/A    | N/A    | N/A    | 82,7   | N/A    | 83,5   |
| 12  | Cehia             | 78,0   | 79,8   | 79,8   | 80,7   | 81,2   | 82,3   | 82,3   | 82,6   | 83,4   |
| 13  | Estonia           | 81,0   | 82,0   | 83,0   | 83,0   | 83,0   | 83,0   | 83,0   | 83,0   | 83,0   |
| 14  | Ungaria           | 72,8   | 72,7   | 73,5   | 76,5   | 78,1   | 79,1   | 80,4   | 80,3   | 80,9   |
| 15  | Franța            | 80,2   | 80,4   | 80,4   | 80,3   | 80,5   | 80,4   | 80,2   | 80,0   | 79,9   |
| 16  | Letonia           | 67,6   | 69,1   | 71,2   | 73,4   | 72,2   | 77,1   | 75,4   | 77,5   | 77,0   |
| 17  | Lituania          | 63,1   | 64,3   | 69,4   | 72,3   | 73,5   | 73,8   | 75,8   | 76,6   | 76,6   |
| 18  | Polonia           | 68,5   | 70,2   | 71,4   | 72,6   | 73,4   | 73,5   | 74,0   | 74,4   | 74,8   |
| 19  | Slovenia          | 53,7   | 55,2   | 55,6   | 57,4   | 63,2   | 67,6   | 69,0   | 69,5   | 69,3   |
| 20  | Slovacia          | N/A    | N/A    | N/A    | N/A    | 63,6   | 65,0   | 65,7   | 68,1   | 68,8   |
| 21  | Bulgaria          | 53,9   | 54,5   | 54,8   | 60,6   | 61,8   | 63,2   | 63,7   | 64,5   | 65,1   |
| 22  | Irlanda           | 58,8   | 59,4   | 60,0   | 60,6   | 61,2   | 61,6   | 61,8   | 61,9   | 62,0   |
| 23  | Italia            | 57,6   | N/A    | N/A    | 59,6   | N/A    | N/A    | N/A    | N/A    | N/A    |
| 24  | Portugalia        | N/A    | N/A    | N/A    | N/A    | N/A    | N/A    | N/A    | N/A    | N/A    |
| 25  | România           | 35,3   | 36,1   | 38,2   | 39,7   | 43,8   | 46,5   | 48,1   | 49,4   | 51,8   |
| 26  | Croația           | 36,9   | 36,9   | 36,9   | 36,9   | 36,9   | 36,9   | 36,9   | 36,9   | 36,9   |
| 27  | Malta             | N/A    | N/A    | N/A    | N/A    | N/A    | 6,7    | N/A    | N/A    | 6,5    |

| Loc | Țară                  | 2012   | 2013   | 2014   | 2015   | 2016   | 2017   | 2018   | 2019   | 2020   |
| --- | --------------------- | ------ | ------ | ------ | ------ | ------ | ------ | ------ | ------ | ------ |
| -   | Elveția               | N/A    | 98,0   | N/A    | N/A    | N/A    | N/A    | N/A    | N/A    | N/A    |
| -   | Norvegia              | 49,5 d | 49,7 d | 49,9 d | 50,9 d | 55,7 d | 58,6 d | 66,8 d | 66,1 d | 67,0 d |
|     |                       |        |        |        |        |        |        |        |        |        |
| -   | Turcia                | 42,0   | N/A    | 49,1 e | 55,4 e | 56,3 e | 60,5 e | 60,8 e | 61,0 e | 61,1 e |
| -   | Albania               | N/A    | N/A    | 9,9    | 8,0    | 7,0    | 7,3    | 33,6   | 31,8   | 30,9   |
| -   | Serbia                | 9,0    | 9,4    | 10,0   | 10,8   | 12,5   | 12,6   | 12,9   | 13,1   | 13,8   |
|     |                       |        |        |        |        |        |        |        |        |        |
| -   | Bosnia și Herțegovina | 11,4 e | 11,7 e | 11,8 e | 11,8 e | 29,6 e | 29,6 e | 29,0 e | 29,6 e | N/A    |

d - definiții diferite

e - date estimate

s - date estimate Eurostat

Sursa: Eurostat (online data code: sdg_06_20)

### Cererea biochimică de oxigen în apele curgătoare

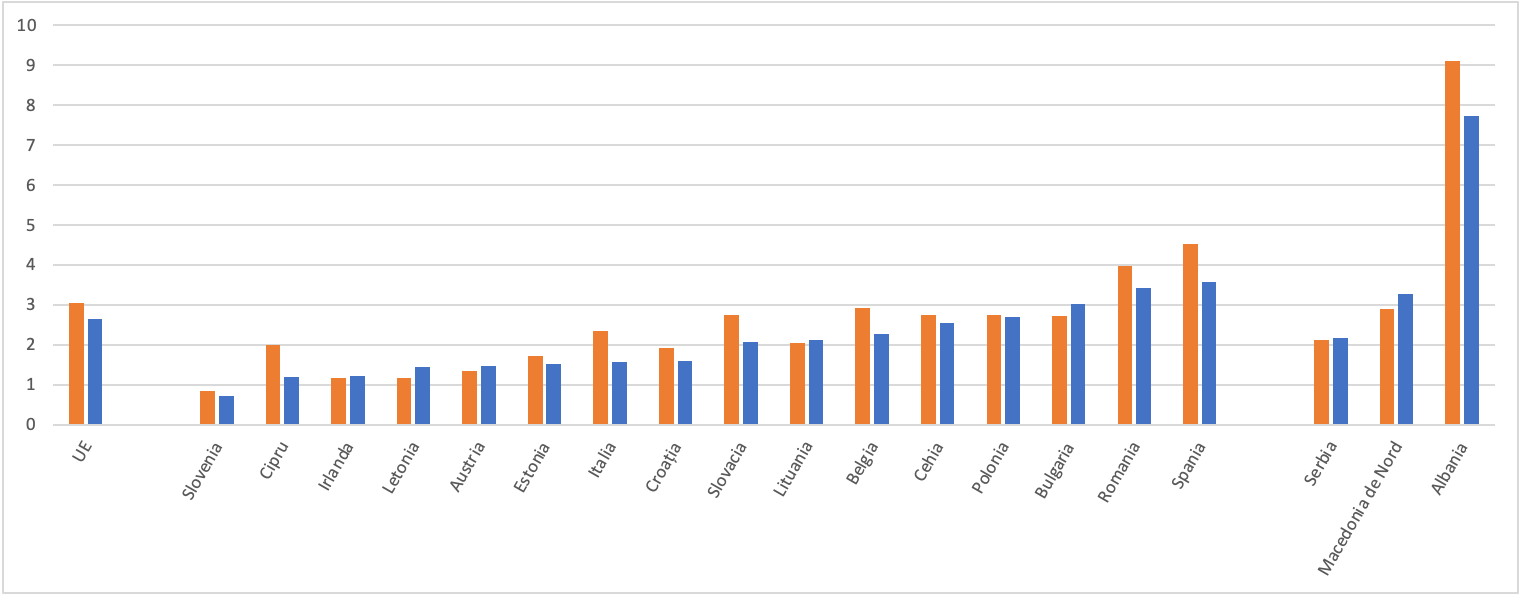
2015
2020
Sursa: Eurostat (online data code: sdg_06_30)

Acest indicator măsoară necesarul biochimic mediu anual de oxigen pe cinci zile (CBO5) din râuri, ponderat cu numărul de stații de măsurare. CBO5 este o măsură a cantității de oxigen de care au nevoie microorganismele aerobe pentru a descompune substanțele organice într-o probă de apă pe o perioadă de cinci zile în întuneric la 20°C. Valorile ridicate ale CBO5 sunt de obicei un semn al poluării organice, care afectează calitatea apei și mediul acvatic. Poluarea organică cauzată de deversările de la stațiile de epurare a apelor uzate, efluenții industriali și scurgerile agricole cresc valoarea CBO5. Cele mai curate râuri au o valoare a CBO5 de mai puțin de 1 mg/l. Râurile moderat poluate prezintă valori cuprinse între 2 și 8 mg/l. Datele prezentate în această secțiune provin din baza de date a Agenției Europene de Mediu privind starea și calitatea râurilor din Europa.
| Loc | Țară              | 2012 | 2013 | 2014 | 2015 | 2016 | 2017 | 2018 | 2019 | 2020 |
|     |                   |      |      |      |      |      |      |      |      |      |
| --- | ----------------- | ---- | ---- | ---- | ---- | ---- | ---- | ---- | ---- | ---- |
| -   | Uniunea Europeană | 2,8  | 2,8  | 2,7  | 3,0  | 3,0  | 2,8  | 2,6  | 2,6  | 2,7  |
| 1   | Slovenia          | 1,0  | 0,9  | 0,8  | 0,8  | 0,8  | 0,8  | 0,9  | 0,8  | 0,7  |
| 2   | Cipru             | 3,0  | 1,9  | 4,5  | 2,0  | 2,4  | 3,5  | 2,3  | 1,2  | 1,2  |
| 3   | Irlanda           | 1,5  | 1,4  | 1,1  | 1,2  | 1,0  | 1,1  | 1,1  | 1,1  | 1,2  |
| 4   | Letonia           | 1,4  | 1,2  | 1,2  | 1,2  | 1,3  | 1,4  | 1,3  | 1,4  | 1,5  |
| 5   | Austria           | 1,6  | 1,4  | 1,3  | 1,4  | 1,4  | 1,7  | 1,7  | 1,6  | 1,5  |
| 6   | Estonia           | 1,5  | 1,6  | 1,7  | 1,7  | 1,8  | 1,8  | 1,5  | 1,5  | 1,5  |
| 7   | Italia            | 2,3  | 2,3  | 2,3  | 2,3  | 2,3  | 1,7  | 1,7  | 1,7  | 1,6  |
| 8   | Croația           | 2,0  | 2,2  | 2,0  | 1,9  | 1,7  | 1,8  | 1,8  | 1,6  | 1,6  |
| 9   | Slovacia          | 2,7  | 2,6  | 2,7  | 2,8  | 3,3  | 3,4  | 2,8  | 2,1  | 2,1  |
| 10  | Lituania          | 2,2  | 2,2  | 2,2  | 2,1  | 2,1  | 2,2  | 2,4  | 2,3  | 2,1  |
| 11  | Belgia            | 2,7  | 2,3  | 2,5  | 2,9  | 2,6  | 2,6  | 2,7  | 2,3  | 2,3  |
| 12  | Cehia             | 2,7  | 2,7  | 2,7  | 2,8  | 2,6  | 2,7  | 2,7  | 2,5  | 2,5  |
| 13  | Polonia           | 2,9  | 2,9  | 2,7  | 2,8  | 2,8  | 2,8  | 2,8  | 2,8  | 2,7  |
| 14  | Bulgaria          | 3,6  | 2,9  | 2,8  | 2,7  | 2,4  | 3,0  | 2,3  | 2,5  | 3,0  |
| 15  | România           | 4,6  | 4,2  | 4,1  | 4,0  | 4,0  | 3,6  | 3,5  | 3,4  | 3,4  |
| 16  | Spania            | 2,6  | 3,2  | 3,3  | 4,5  | 4,4  | 3,8  | 3,5  | 3,5  | 3,6  |

| Loc | Țară              | 2012 | 2013 | 2014 | 2015 | 2016 | 2017 | 2018 | 2019 | 2020 |
| --- | ----------------- | ---- | ---- | ---- | ---- | ---- | ---- | ---- | ---- | ---- |
| -   | Serbia            | 2,2  | 2,0  | 2,1  | 2,1  | 2,4  | 2,4  | 2,2  | 2,2  | 2,2  |
| -   | Macedonia de Nord | 3,8  | 3,5  | 3,4  | 2,9  | 2,9  | 3,3  | 3,4  | 3,3  | 3,3  |
| -   | Albania           | 9,5  | 9,4  | 9,3  | 9,1  | 9,0  | 6,1  | 9,3  | 6,1  | 7,7  |

Sursa: Eurostat (online data code: sdg_06_30)

### Concentrația de nitrați în apele subterane

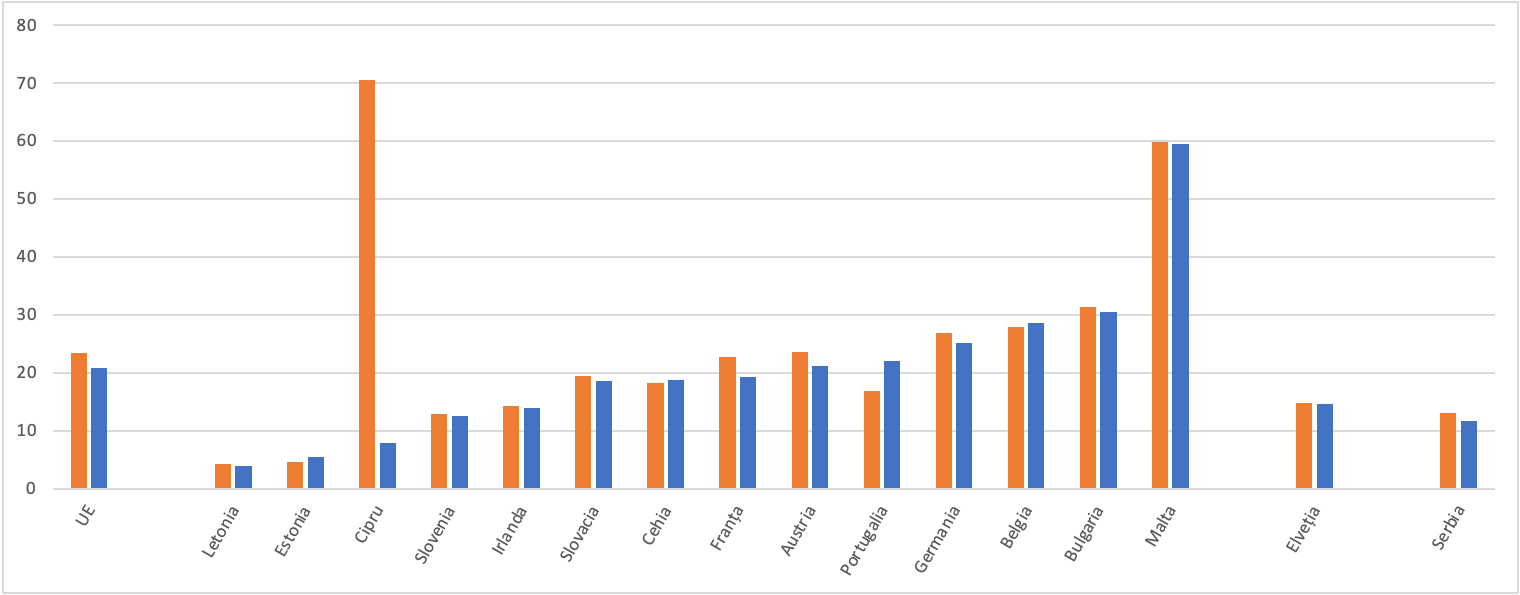
Valoare limită UE: 50 mgNO_{3}/l
2015
2020
Sursa: Eurostat (online data code: sdg_06_40)

Acest indicator se referă la concentrațiile de nitrat (NO3) din apele subterane măsurate ca miligrame pe litru (mg NO3/l). Datele sunt obținute din analizarea probelor prelevate din foraje și agregate la concentrațiile medii anuale pentru corpurile de apă subterană din Europa. Sunt incluse numai serii complete după inter/extrapolare. Indicatorul este relativ robust în prezentarea tendinței generale a calității apei, cu toate acestea, distribuția stațiilor de măsurare pe corpurile de apă subterană ar putea masca depășirile nivelurilor de nitrați în anumite zone poluate. Datele provin din baza de date a Agenției Europene de Mediu privind starea și calitatea râurilor din Europa.
| Loc | Țară              | 2014 | 2015 | 2016 | 2017 | 2018 | 2019 | 2020 | 2021 | 2022 |
|     |                   |      |      |      |      |      |      |      |      |      |
| --- | ----------------- | ---- | ---- | ---- | ---- | ---- | ---- | ---- | ---- | ---- |
| -   | Uniunea Europeană | 23,2 | 23,3 | 23,4 | 23,3 | 23,5 | 23,0 | 25,5 | 21,0 | 20,8 |
| 1   | Letonia           | 3,5  | 4,0  | 7,0  | 4,2  | 4,3  | 5,9  | 3,9  | 4,7  | 3,9  |
| 2   | Estonia           | 5,6  | 5,3  | 5,0  | 4,5  | 4,6  | 4,2  | 4,8  | 5,0  | 5,5  |
| 3   | Cipru             | 41,2 | 43,6 | 62,5 | 70,5 | 97,6 | 51,9 | 55,3 | 48,8 | 7,8  |
| 4   | Slovenia          | 13,6 | 14,9 | 13,9 | 12,8 | 14,2 | 13,3 | 14,4 | 12,6 | 12,5 |
| 5   | Irlanda           | 11,8 | 11,9 | 14,3 | 14,2 | 12,7 | 12,8 | 12,8 | 14,4 | 13,9 |
| 6   | Slovacia          | 15,9 | 19,9 | 17,8 | 19,5 | 16,5 | 16,2 | 18,3 | 16,2 | 18,6 |
| 7   | Cehia             | 19,3 | 18,6 | 18,6 | 18,2 | 18,7 | 18,4 | 18,1 | 17,7 | 18,7 |
| 8   | Franța            | 24,2 | 24,1 | 23,7 | 22,7 | 22,4 | 22,1 | 27,9 | 18,9 | 19,2 |
| 9   | Austria           | 23,7 | 24,2 | 23,9 | 23,6 | 22,8 | 22,5 | 21,9 | 21,8 | 21,1 |
| 10  | Portugalia        | 20,5 | 17,3 | 14,9 | 16,8 | 19,3 | 18,5 | 18,3 | 18,5 | 21,9 |
| 11  | Germania          | 23,9 | 24,9 | 25,9 | 26,9 | 27,9 | 27,3 | 27,1 | 26,3 | 25,1 |
| 12  | Belgia            | 29,9 | 28,5 | 28,2 | 27,9 | 30,3 | 29,4 | 28,6 | 28,3 | 28,7 |
| 13  | Bulgaria          | 28,1 | 28,3 | 26,2 | 31,3 | 32,8 | 29,7 | 29,8 | 29,5 | 30,5 |
| 14  | Malta             | 63,6 | 59,8 | 59,8 | 59,9 | 59,9 | 60,0 | 53,4 | 59,4 | 59,4 |

| Loc | Țară    | 2014 | 2015 | 2016 | 2017 | 2018 | 2019 | 2020 | 2021 | 2022 |
| --- | ------- | ---- | ---- | ---- | ---- | ---- | ---- | ---- | ---- | ---- |
| -   | Elveția | 15,1 | 16,1 | 15,2 | 14,8 | 14,7 | 13,9 | 13,9 | 14,3 | 14,7 |
|     |         |      |      |      |      |      |      |      |      |      |
| -   | Serbia  | 1,9  | 5,2  | 8,4  | 13,1 | 16,9 | 11,6 | 7,6  | 7,6  | 11,6 |

Sursa: Eurostat (online data code: sdg_06_40)

### Concentrația de fosfați în apele curgătoare

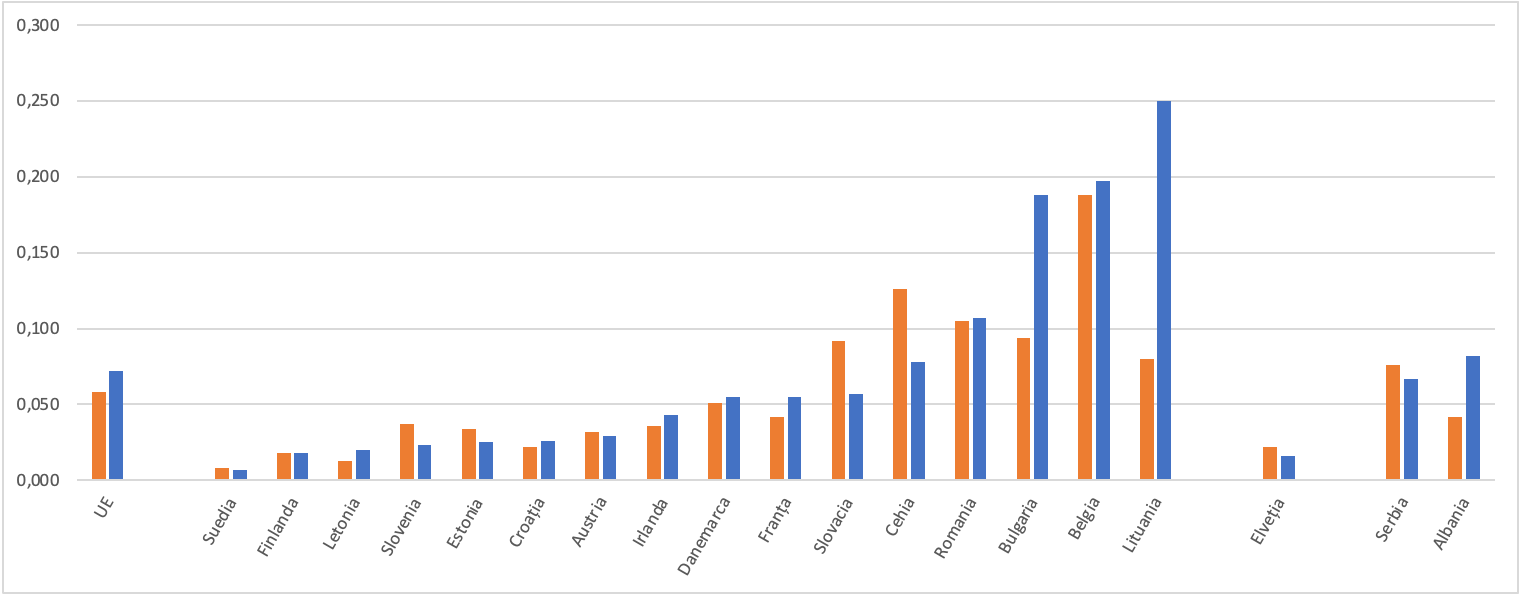
2015
2020
Sursa: Eurostat (online data code: sdg_06_50)

Acest indicator măsoară concentrația de fosfat (PO4) în miligrame pe litru în faza dizolvată din probele de apă prelevate din stațiile fluviale și agregate la valori medii anuale. La concentrații mari, fosfatul poate cauza probleme de calitate a apei, cum ar fi eutrofizarea, prin declanșarea creșterii plantelor acvatice, inclusiv algelor. Datele provin din baza de date a Agenției Europene de Mediu privind starea și calitatea râurilor din Europa.
| Loc | Țară              | 2012  | 2013  | 2014  | 2015  | 2016  | 2017  | 2018  | 2019  | 2020  |
|     |                   |       |       |       |       |       |       |       |       |       |
| --- | ----------------- | ----- | ----- | ----- | ----- | ----- | ----- | ----- | ----- | ----- |
| -   | Uniunea Europeană | 0,066 | 0,055 | 0,056 | 0,058 | 0,058 | 0,063 | 0,063 | 0,065 | 0,072 |
| 1   | Suedia            | 0,010 | 0,010 | 0,009 | 0,008 | 0,008 | 0,007 | 0,007 | 0,007 | 0,007 |
| 2   | Finlanda          | 0,018 | 0,013 | 0,012 | 0,018 | 0,018 | 0,017 | 0,013 | 0,015 | 0,018 |
| 3   | Letonia           | 0,020 | 0,017 | 0,017 | 0,013 | 0,019 | 0,019 | 0,018 | 0,019 | 0,020 |
| 4   | Slovenia          | 0,031 | 0,021 | 0,023 | 0,037 | 0,032 | 0,027 | 0,023 | 0,023 | 0,023 |
| 5   | Estonia           | 0,025 | 0,024 | 0,022 | 0,034 | 0,027 | 0,026 | 0,027 | 0,021 | 0,025 |
| 6   | Croația           | 0,033 | 0,029 | 0,026 | 0,022 | 0,024 | 0,025 | 0,022 | 0,026 | 0,026 |
| 7   | Austria           | 0,039 | 0,037 | 0,034 | 0,032 | 0,030 | 0,033 | 0,034 | 0,035 | 0,029 |
| 8   | Irlanda           | 0,035 | 0,032 | 0,035 | 0,036 | 0,041 | 0,040 | 0,039 | 0,038 | 0,043 |
| 9   | Danemarca         | 0,051 | 0,046 | 0,047 | 0,051 | 0,047 | 0,050 | 0,049 | 0,050 | 0,055 |
| 10  | Franța            | 0,054 | 0,039 | 0,045 | 0,042 | 0,049 | 0,055 | 0,055 | 0,055 | 0,055 |
| 11  | Slovacia          | 0,298 | 0,160 | 0,142 | 0,092 | 0,258 | 0,182 | 0,126 | 0,071 | 0,057 |
| 12  | Cehia             | 0,125 | 0,104 | 0,127 | 0,126 | 0,125 | 0,123 | 0,133 | 0,108 | 0,078 |
| 13  | România           | 0,102 | 0,090 | 0,101 | 0,105 | 0,085 | 0,080 | 0,095 | 0,097 | 0,107 |
| 14  | Bulgaria          | 0,151 | 0,143 | 0,111 | 0,094 | 0,098 | 0,131 | 0,104 | 0,145 | 0,188 |
| 15  | Belgia            | 0,160 | 0,166 | 0,173 | 0,188 | 0,169 | 0,215 | 0,192 | 0,220 | 0,197 |
| 16  | Lituania          | 0,044 | 0,067 | 0,051 | 0,080 | 0,064 | 0,086 | 0,121 | 0,113 | 0,250 |

| Loc | Țară    | 2012  | 2013  | 2014  | 2015  | 2016  | 2017  | 2018  | 2019  | 2020  |
| --- | ------- | ----- | ----- | ----- | ----- | ----- | ----- | ----- | ----- | ----- |
| -   | Elveția | 0,019 | 0,015 | 0,016 | 0,022 | 0,019 | 0,016 | 0,013 | 0,015 | 0,016 |
|     |         |       |       |       |       |       |       |       |       |       |
| -   | Serbia  | 0,089 | 0,071 | 0,071 | 0,076 | 0,070 | 0,069 | 0,064 | 0,068 | 0,067 |
| -   | Albania | 0,051 | 0,048 | 0,045 | 0,042 | 0,285 | 0,135 | 0,091 | 0,058 | 0,082 |

Sursa: Eurostat (online data code: sdg_06_50)

### Indicele de exploatare a apei (WEI+)

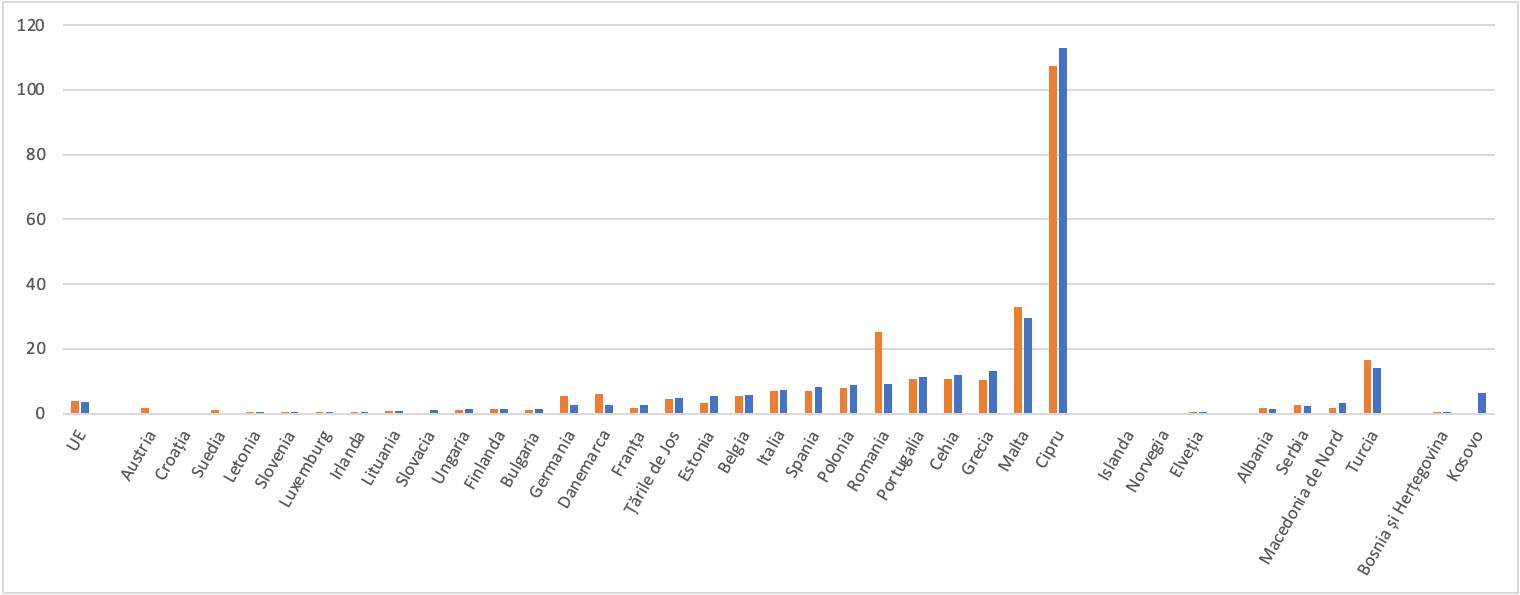
2014
2019
Sursa: Eurostat (online data code: sdg_06_60)

Indicele regionalizat de exploatare a apei (WEI+) măsoară consumul total de apă ca procent din resursele regenerabile de apă dulce disponibile pentru un anumit teritoriu și perioadă. Acesta cuantifică cantitatea de apă extrasă lunar sau sezonier și câtă apă este returnată înainte sau după utilizare în mediu prin bazinele hidrografice (de exemplu, deversări și evacuări de către sectoarele economice). Diferența dintre cantitățile de apă captată și cele de apă returnată este considerată „consum de apă”. În absența unor obiective formale convenite la nivel european, valorile de peste 20% sunt în general considerate a fi un semn al deficitului de apă, în timp ce valorile egale sau mai mari de 40% indică situații de deficit sever de apă, adică utilizarea resurselor de apă dulce este nesustenabilă. Calculele anuale ale WEI+ la nivel național nu reflectă distribuția spațială și sezonieră inegală a resurselor și, prin urmare, pot masca stresul hidric care are loc pe o bază sezonieră sau regională. Indicatorul este rezultatul modelării datelor de către Agenția Europeană de Mediu pe baza datelor din baza de date privind cantitățile WISE SoE-Water (WISE 3) și din alte surse deschise (JRC, Eurostat, OCDE, FAO) și care include metode de completare a golurilor.
| Loc | Țară              | 2011  | 2012   | 2013   | 2014   | 2015    | 2016   | 2017    | 2018   | 2019   |
|     |                   |       |        |        |        |         |        |         |        |        |
| --- | ----------------- | ----- | ------ | ------ | ------ | ------- | ------ | ------- | ------ | ------ |
| -   | Uniunea Europeană | 4,73  | 4,34   | 3,63   | 3,79   | 4,39    | 4,07   | 4,83    | 4,07   | 3,60   |
| 1   | Austria           | 1,71  | 1,53   | 1,38   | 1,68   | 1,97    | 1,74   | 1,90    | 1,89   | 0,14   |
| 2   | Croația           | 0,13  | 0,13   | 0,18   | 0,17   | 0,19    | 0,18   | 0,20    | 0,18   | 0,17   |
| 3   | Suedia            | 1,10  | 0,88   | 1,27   | 1,12   | 0,76    | 1,06   | 0,69    | 1,03   | 0,22   |
| 4   | Letonia           | 0,19  | 0,18   | 0,22   | 0,37   | 0,40    | 0,31   | 0,18    | 0,33   | 0,39   |
| 5   | Slovenia          | 0,81  | 0,55   | 0,50   | 0,44   | 0,75    | 0,58   | 0,67    | 0,60   | 0,44   |
| 6   | Luxemburg         | 0,87  | 0,53   | 0,38   | 0,59   | 0,60    | 0,42   | 0,60    | 0,48   | 0,53   |
| 7   | Irlanda           | 0,62  | 0,60   | 0,67   | 0,51   | 0,55    | 0,66   | 0,71    | 0,69   | 0,56   |
| 8   | Lituania          | 0,71  | 0,86   | 0,62   | 0,78   | 0,78    | 0,52   | 0,33    | 0,56   | 0,66   |
| 9   | Slovacia          | 0,50  | 0,51   | 0,24   | 0,29   | 0,33    | 0,25   | 0,28    | 1,34 p | 1,24 p |
| 10  | Ungaria           | 1,35  | 1,29   | 1,04   | 1,18   | 1,44    | 1,23   | 1,37    | 1,44   | 1,31   |
| 11  | Finlanda          | 1,20  | 0,87   | 1,31   | 1,31   | 1,07    | 1,22   | 0,92    | 1,39   | 1,38   |
| 12  | Bulgaria          | 1,66  | 1,68   | 1,16   | 1,03   | 1,27    | 1,48   | 1,75    | 1,35   | 1,56   |
| 13  | Germania          | 7,39  | 5,18   | 5,48   | 5,32   | 4,88    | 6,17   | 4,78    | 5,71   | 2,57   |
| 14  | Danemarca         | 3,99  | 4,88   | 7,52   | 6,02   | 5,39    | 6,05   | 5,45    | 4,40   | 2,72   |
| 15  | Franța            | 2,97  | 2,28   | 1,53   | 1,64   | 2,53    | 2,10   | 3,25    | 1,73   | 2,80   |
| 16  | Țările de Jos     | 5,23  | 4,56   | 4,11   | 4,55   | 3,80    | 3,79   | 4,52    | 4,83   | 4,82   |
| 17  | Estonia           | 21,22 | 2,44   | 2,60   | 3,41   | 4,03    | 2,61   | 6,35    | 8,47   | 5,44   |
| 18  | Belgia            | 9,22  | 5,11   | 4,60   | 5,33   | 4,54    | 3,77   | 5,77    | 3,89   | 5,77   |
| 19  | Italia            | 10,29 | 11,44  | 7,91   | 7,06   | 11,00 p | 9,80 p | 14,10 p | 7,30 p | 7,30 p |
| 20  | Spania            | 10,43 | 16,02  | 6,30   | 7,02   | 11,44   | 6,59   | 13,51   | 6,66   | 8,10   |
| 21  | Polonia           | 5,46  | 8,31   | 6,00   | 7,77   | 8,32    | 10,53  | 6,42    | 5,84   | 8,70   |
| 22  | România           | 18,56 | 24,67  | 19,05  | 25,23  | 23,83   | 15,04  | 21,98   | 19,37  | 9,03   |
| 23  | Portugalia        | 15,41 | 20,29  | 10,11  | 10,54  | 29,10   | 13,06  | 23,25   | 21,27  | 11,36  |
| 24  | Cehia             | 5,27  | 6,24   | 3,60   | 10,70  | 10,76   | 10,70  | 13,63   | 10,70  | 12,07  |
| 25  | Grecia            | 14,11 | 12,82  | 11,49  | 10,39  | 10,28   | 14,75  | 19,59   | 11,81  | 13,27  |
| 26  | Malta             | 27,88 | 29,06  | 34,95  | 33,03  | 28,62   | 42,52  | 35,20   | 26,07  | 29,60  |
| 27  | Cipru             | 98,41 | 109,51 | 120,88 | 107,44 | 117,33  | 102,08 | 101,12  | 92,47  | 113,00 |

| Loc | Țară                  | 2011  | 2012  | 2013  | 2014  | 2015  | 2016  | 2017  | 2018  | 2019  |
| --- | --------------------- | ----- | ----- | ----- | ----- | ----- | ----- | ----- | ----- | ----- |
| -   | Islanda               | 0,22  | 0,15  | 0,17  | 0,10  | 0,10  | 0,09  | 0,01  | 0,01  | 0,00  |
| -   | Norvegia              | 0,20  | 0,23  | 0,24  | 0,23  | 0,16  | 0,21  | 0,18  | 0,20  | 0,07  |
| -   | Elveția               | 0,90  | 1,04  | 0,56  | 0,64  | 0,69  | 0,66  | 0,84  | 0,72  | 0,59  |
|     |                       |       |       |       |       |       |       |       |       |       |
| -   | Turcia                | 13,40 | 11,56 | 13,97 | 16,63 | 14,04 | 16,33 | 13,19 | 14,03 | 14,03 |
|     |                       |       |       |       |       |       |       |       |       |       |
| -   | Bosnia și Herțegovina | 0,46  | 0,49  | 0,70  | 0,55  | 0,44  | 0,52  | 0,41  | 0,52  | 0,43  |
| -   | Kosovo                | 4,69  | 4,04  | 2,92  | 4,26  | 4,82  | 3,80  | 6,25  | 3,43  | 6,41  |

p - date provizorii

Sursa: Eurostat (online data code: sdg_06_60)